# Lomtjärnarna (Stensele socken, Lappland, 723452-153605)
Lomtjärnarna är en sjö i Storumans kommun i Lappland och ingår i Umeälvens huvudavrinningsområde.